# Hammerhead (pocisk)
Hammerhead – pocisk opracowany przez konstruktorów firmy Sako. Jest to wyłącznie ciężki, tępogłowicowy pocisk półpłaszczowy z wystającym ołowianym wierzchołkiem i charakterystycznie, półkoliście nacinanym płaszczem, dla ułatwienia i kontrolowania procesu grzybkowania. Regułą jest większa masa pocisku w danym kalibrze w porównaniu z Super Hammerhead. Przeznaczony jest głównie na łosie, ale w mniejszych kalibrach dobrze działa na nieco słabszą zwierzynę. Zakres amunicji tego typu jest szeroki – od .270 Win. do 8 × 57 IRS. Mało wrażliwy na drobne przeszkody na torze lotu. 